# 苯硫酚钠
苯硫酚钠是一种硫酚盐，化学式为C6H5SNa。它可由苯硫酚和氢氧化钠在水或乙醇中反应制得。

## 反应
苯硫酚钠和盐酸反应，可以得到苯硫酚。它和4-硝基重氮苯氯化物反应，可以得到(4-硝基苯基偶氮硫基)苯。